# The Raven (Album)
The Raven ist das vierte Studioalbum der britischen Band The Stranglers. Es wurde am 21. September 1979 durch United Artists veröffentlicht und erreichte Position 4 der britischen Albumcharts.

## Titelliste
1. Longships (1:10)
2. The Raven (5:13)
3. Dead Loss Angeles (2:24)
4. Ice (3:26)
5. Baroque Bordello (3:50)
6. Nuclear Device (3:32)
7. Shah Shah a Go Go (4:50)
8. (Don't Bring) Harry (4:09)
9. Duchess (2:30)
10. Meninblack (4:48)
11. Genetix (5:16)

## Entstehungsgeschichte
Musik und Texte von The Raven wurden von der Band gemeinschaftlich während eines Italien-Aufenthalts geschrieben, mithin sind „The Stranglers“ als Urheber aller Titel angegeben. Inhaltlich stellt The Raven eine Zäsur in der Reihe der Stranglers-Alben dar. Waren die vorherigen Studioalben Rattus Norvegicus, No More Heroes und Black and White –  sowie das ebenfalls 1979 erschienene Livealbum Live (X-Cert) – noch klar dem Punk zuzuordnen und lediglich um Einflüsse von Pub Rock und Psychedelic Rock ergänzt, so stellt The Raven eine klare Hinwendung zum psychedelischen Pop dar. Hielten sich die bisherigen Alben der Stranglers noch an ein allgemeines Schema, nach dem Popsongs vier Minuten Länge nicht überschreiten sollten, so warteten die Hälfte der Stücke auf The Raven mit ausschweifenden Instrumental-Intros aus, die das Album in die Nähe des Prog-Rock rückten. Auch die Produktion unterschied sich von den drei Vorgängeralben, die von Martin Rushent in den Londoner TW-Studios produziert worden waren: Da Rushent die Produktion von The Raven nicht übernehmen wollte, engagierte United Artists den Newcomer Alan Winstanley, der zuvor bereits als Toningenieur mit den Stranglers gearbeitet hatte. Die Aufnahmen erfolgten im Pariser Studio Pathé Marconi, die Endabmischung in den Air Studios in London.
In einigen Punkten nehmen Inhalt und Gestaltung des Albums Bezug auf die Nordische Mythologie. In dieser gilt der Rabe als Symbol der Weisheit, und Göttervater Odin trägt den Beinamen Hrafnáss, „Rabengott“. Textlich nehmen das Titelstück und damit auch der Albumtitel Bezug auf den Raben in der nordischen Mythologie; das Intro bezieht sich auf Wikingerschiffe, und auf der Rückseite des Albumcovers posiert die Band auf einem solchen Schiff. Die Texte der restlichen Lieder nehmen aber auf andere Themen Bezug, so handelt Ice vom Seppuku, (Don’t Bring) Harry vom Heroinmissbrauch, Shah Shah a Go Go von der Iranischen Revolution oder Genetix von der Gentechnik. Die erste Auflage des Albums hatte ein dreidimensionales Cover. Der Bezug auf die nordische Mythologie geht auf Jean-Jacques Burnel zurück, der auch den Namen des Albums festlegte. Das Wikingerschiff auf der Rückseite des Covers ist ein Nachbau eines echten Wikingerschiffs, ist in der Nähe von Ramsgate ausgestellt und wurde von Schlagzeuger Jet Black in seiner Kindheit besucht und deshalb für das Cover vorgeschlagen.
2011 veröffentlichte EMI das zuvor nur auf Vinyl erhältliche Album auf CD. Dabei wurde die Tracklist um vier Bonustitel ergänzt:
1. Bear Cage (2:50, bis dato nie auf einem Album veröffentlichte Single von 1980)
2. Fools Rush Out (2:09)
3. N’emmenes pas Harry (4:14, französische Version von (Don’t Bring) Harry)
4. Yellowcake UF6 (2:55)

## Rezeption
Das Album blieb acht Wochen in den britischen Musikcharts und erreichte dort Position 4. Stranglers-Biograf David Buckley behauptet, in der Woche, in der The Raven offiziell Platz 4 der Charts erreichte, seien versehentlich die Verkaufszahlen des Albums mit denen des Albums Reggatta de Blanc von The Police vertauscht worden, sodass The Raven eigentlich Platz 1 zugestanden hätte. Zwei Titel wurden als Singles ausgekoppelt: Duchess erschien am 10. August 1979 und erreichte Position 14 der Charts, Nuclear Device erschien am 3. Oktober 1979 und erreichte Position 36. Im November 1979 erschien die EP Don't Bring Harry, die neben dem Titelstück drei bis dato unveröffentlichte Lieder enthielt und Position 41 in den Charts erreichte.
David Cleary vergab auf Allmusic 3,5 von vier Sternen. Er stellte unterschiedliche musikalische Einflüsse einzelner Stücke heraus, so Power Pop, Devo und klassischen Britpunk. Insgesamt seien die Stücke „langatmig“ und voller langschweifiger Instrumentalpassagen. Cleary bemängelte die Klangqualität der US-Pressung des Albums. Das britische Magazin Smash Hits vergab 6,5 von 10 Punkten. Rezensent Red Starr bescheinigte der Vorderseite des Albums „gute, schlagkräftige Riffs und Songs“; textlich „unternähmen (sie) über alles und jeden herziehend eine Reise um die Welt“. Die Rückseite des Albums bezeichnete er als „befremdlich schlecht und voll ausschweifender Selbstbeweihräucherung“. Dave McCullough vergab im Sounds fünf von fünf Sternen und bezeichnete The Raven als das beste Album der Stranglers und eines der besten Musikalben des Jahres 1979. Er notierte eine „dichte, einladende Atmosphäre“ und eine spürbare Aufgabentrennung zwischen Cornwell und Burnel – während ersterer für das bewährte, „archetypische“ Stranglers-Songwriting stehe, bringe Burnel differenziertere Einflüsse ein, die an sein kommerziell gescheitertes Soloalbum Euroman Cometh erinnerten und im Fall von Don’t Bring Harry, dem laut McCullough besten Stück, das die Band je geschrieben habe, sogar das französische Kino der 1960er-Jahre zitiere. Phil McNeill zog im NME ein gemischtes Fazit – einerseits hebt er die Entwicklung der Stranglers über die Jahre hin zu bemerkenswerten und originellen Musikern heraus, andererseits sieht er inhaltlich die gleichen Themen dominieren, anhand derer man schon bei den vorherigen Alben „die Band nicht gerade beschuldigen konnte, sich bei irgendwem einzuschmeicheln: (...) Verbalinjurien gegen aus- und inländische Politiker, romantischer Mystizismus mit einem Anflug von Sadismus, kübelweise reuelose Grobheiten, laszive Versprechungen einer seelenlosen Zukunft, ironische Horrorstories und ein prägnanter Hauch von antiquiertem Machismo“.